# Bob Smith (médecin)
Robert Holbrook Smith (8 août 1879-16 novembre 1950), également connu sous le nom de Dr Bob, est un médecin et chirurgien américain qui a fondé les Alcooliques anonymes avec Bill Wilson(en) (plus communément appelé Bill W.).

## Famille et jeunesse
Smith est né à St. Johnsbury (Vermont), où il a grandi, de Susan A. (Holbrook) et Walter Perrin Smith. Ses parents l'emmenaient aux services religieux quatre fois par semaine et, en réponse, il décida qu'il n'assisterait jamais aux services religieux une fois grand. Il est diplômé de la St Johnsbury Academy en 1898, après avoir rencontré sa future épouse Anne Robinson Ripley lors d'un bal là-bas.

## Éducation, mariage, travail et alcoolisme
Smith a commencé à boire à l'université du Dartmouth College à Hanovre, dans le New Hampshire. Très tôt, il a remarqué qu'il pouvait se remettre de ses beuveries plus rapidement et plus facilement que ses camarades de classe et qu'il n'avait jamais de maux de tête, ce qui lui a fait croire qu'il était alcoolique dès le moment où il a commencé à boire. Smith était membre de la fraternité Kappa Kappa Kappa à Dartmouth. Après avoir obtenu son diplôme en 1902, il travailla pendant trois ans dans la vente de quincaillerie à Boston, Chicago et Montréal et continua de boire beaucoup. Il est ensuite retourné aux études pour étudier la médecine à l’université du Michigan. À ce moment-là, l'alcool avait commencé à l'affecter au point qu'il commençait à manquer les cours. Sa consommation d'alcool l'a amené à quitter l'école, mais il est revenu et a réussi ses examens pour sa deuxième année. Il a été transféré au Rush Medical College, mais son alcoolisme s'est aggravé au point que son père a été convoqué pour tenter d'arrêter sa trajectoire descendante. Mais sa consommation d'alcool a augmenté et après des résultats lamentables lors des examens finaux, l'université a exigé qu'il reste sobre pendant deux trimestres supplémentaires et qu'il reste sobre pendant cette période pour obtenir son diplôme.

## La maison de Smith à Akron
Après avoir obtenu son diplôme, Smith est devenu interne à l'hôpital et, pendant deux ans, il a pu rester suffisamment occupé pour s'abstenir de trop boire. Il épousa Anne Robinson Ripley le 25 janvier 1915 et ouvrit son propre cabinet à Akron (Ohio), spécialisé dans la chirurgie colorectale et retourna à une forte consommation d'alcool. Conscient de son problème, il s'est rendu dans plus d'une douzaine d'hôpitaux et de sanatoriums dans le but d'arrêter de boire. Il fut encouragé par l'adoption de la Prohibition en 1919, mais découvrit bientôt que l'exonération de l'alcool médicinal et des contrebandiers pouvait fournir plus que suffisant pour continuer sa consommation excessive d'alcool. Pendant les 17 années suivantes, sa vie a tourné autour de la manière de contrecarrer les efforts de sa femme pour arrêter de boire et obtenir l'alcool dont il avait envie tout en essayant de maintenir un cabinet médical afin de subvenir aux besoins de sa famille et de sa consommation d'alcool.

## Rencontre avec Bill Wilson
En janvier 1933, Bob Smith assista à une conférence de Frank Buchman, fondateur du groupe Oxford. Au cours des deux années suivantes, Smith assista aux réunions locales du groupe dans le but de résoudre son alcoolisme, mais le rétablissement lui échappa jusqu'à ce qu'il rencontre Bill Wilson le 12 mai 1935. Wilson était un alcoolique qui avait appris à rester sobre, jusqu'à présent seulement. pendant une période limitée, par l'intermédiaire du groupe Oxford à New York, et était sur le point de découvrir la sobriété à long terme en aidant d'autres alcooliques. Wilson était à Akron pour des affaires qui s'étaient révélées infructueuses et il craignait de rechuter. Conscient du danger, il s'est renseigné sur les alcooliques locaux à qui il pouvait parler et a été référé à Smith par Henrietta Seiberling, l'une des dirigeants du groupe Akron Oxford. Après avoir parlé à Wilson, Smith a arrêté de boire et a invité Wilson à rester chez lui. Il a rechuté près d'un mois plus tard alors qu'il assistait à une convention professionnelle à Atlantic City. De retour à Akron le 9 juin, Wilson lui a donné quelques verres pour éviter le delirium tremens. Il a bu une bière le lendemain matin pour calmer ses nerfs afin de pouvoir effectuer une opération, qui s'est avérée être la dernière boisson alcoolisée qu'il aurait jamais bu. La date du 10 juin 1935 est célébrée comme anniversaire de la fondation des Alcooliques anonymes.

## Dernières années
Smith a été surnommé le « Prince des Douzièmes Étapes » par Wilson parce qu'il a aidé plus de 5 000 alcooliques avant sa mort. Il a pu rester sobre du 10 juin 1935 jusqu'à sa mort en 1950 d'un cancer du côlon. Il est enterré au cimetière Mount Peace à Akron, Ohio.

## Voir également
- Histoire des Alcooliques anonymes
- Bill W. et le Dr Bob
- Hôpital St.Thomas (Akron, Ohio)
- Sœur Ignatia